# Mike van Duivenbode
Mike van Duivenbode (Dordrecht, 4 januari 1999) is een Nederlandse dartsspeler.
In 2019 behaalde van Duivenbode zijn PDC Tourkaart voor 2019/2020. In de zomer van 2020 maakte van Duivenbode bekend tijdelijk te stoppen met darten vanwege fysieke redenen. Op 20 augustus 2021 deed Van Duivenbode voor het eerst weer mee aan een darttoernooi: de PDC Development Tour. In het derde toernooi hiervan haalde hij gelijk de finale.

## Resultaten op Wereldkampioenschappen

### PDC World Youth Championship
- 2017: Laatste 32 (verloren van Martin Schindler met 3-6)
- 2018: Laatste 16 (verloren van Christian Bunse met 5-6)
- 2019: Laatste 16 (verloren van Keane Barry met 4-6)